# 8060 Anius
A 8060 Anius (ideiglenes jelöléssel 1973 SD1) egy kisbolygó a Naprendszerben. Cornelis Johannes van Houten, Ingrid van Houten-Groeneveld és Tom Gehrels fedezte fel 1973. szeptember 19-én.